# Willem de Famars Testas
Willem de Famars Testas (Utrecht, 30 augustus 1834 – Arnhem, 24 maart 1896) was een Nederlandse kunstenaar, gespecialiseerd in het oriëntalisme.

## Levensloop

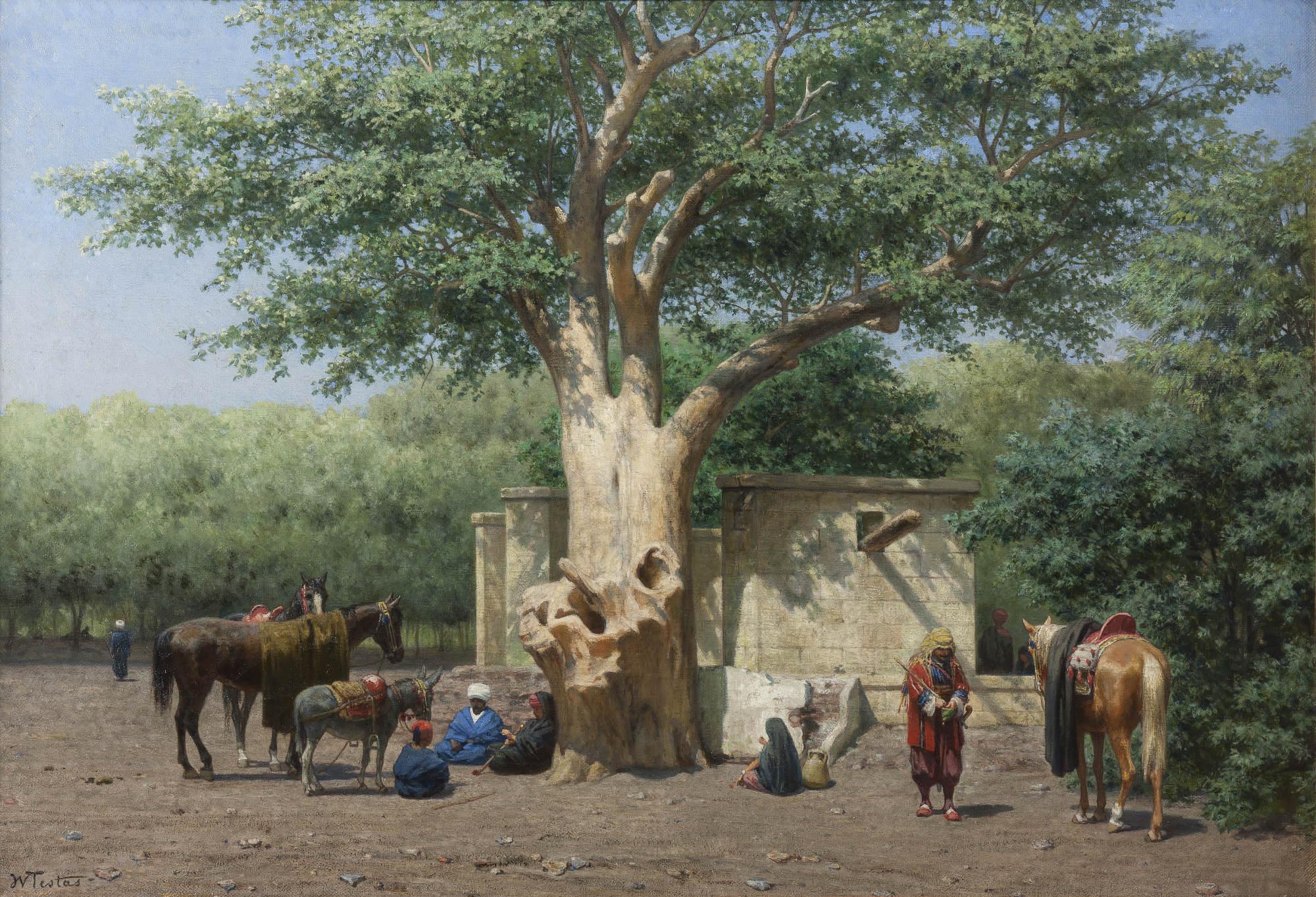
De put en de oude sycomoor op het Ezbekiëhplein te Caïro in het Teylers Museum

De Famars Testas groeide op in een welgestelde familie. Van 1851 tot 1856 studeerde hij aan de Teeken-Academie in Den Haag onder Joseph van den Berg, waar hij zich ontwikkelde tot een goed tekenaar en schilder van figuren en dieren. 

### Eerste reis naar Egypte
Met de Franse geleerde Émile Prisse d'Avennes (een ver familielid) reisde De Famars Testas in 1858 mee op een wetenschappelijke expeditie door Egypte. Deze reis, die aanvankelijk slechts vijf maanden zou duren, liep uiteindelijk uit tot een verblijf van twee jaar. In deze periode bezocht hij een groot aantal monumenten van de islamitische en oud-Egyptische cultuur, die hij vastlegde in tekeningen en aquarellen.
De Famars Testas zou aanvankelijk op eigen kosten meereizen zodat hij voor zichzelf schetsen en studies kon maken, maar vlak voor vertrek zegde de tekenaar van de expeditie af. Prisse d'Avennes (een man met een overheersend en veeleisend karakter) verlangde dat De Famars Testas zijn wetenschappelijke werk overnam. De reis ging gepaard met ontberingen, ziekte en verveling. Toch ontwikkelde hij zich door zijn lange verblijf in Egypte en de training door Prisse d'Avennes tot de eerste Nederlandse kunstenaar die zich gespecialiseerd was in het oriëntalisme, een stroming in de 19de-eeuwse kunst die vooral in Engeland en Frankrijk zeer populair was. Voor zijn realistische schilderijen en aquarellen met oosterse taferelen kreeg hij internationale aandacht.

### Tweede reis naar de Oriënt
De Famars Testas werd door de Franse oriëntalistische schilder Jean-Léon Gérôme uitgenodigd om mee te gaan op zijn reis door Egypte, Palestina en Syrië. Op een aquarel die De Famars Testas maakte van zijn reisgenoten zijn afgebeeld: Gérôme, Wilfrid de Barthélemy, Léon Bonnat, Léon Journault, Testas zelf, Paul Marie Lenoir, Joseph Moussali (drogman), Albert Goupil, Jean-Richard Goubie en Frédéric Masson. De reis duurde van 1 januari tot 2 juli 1868 en voorzag hem van nieuwe indrukken en inspiratie.
Het Nederlandse publiek had minder interesse in oosterse landschappen, laat staan in faraonische scènes. Na het overlijden van zijn vader vestigde hij zich daarom in Brussel, waar de markt voor oriëntalistische kunst beter was. Toen ook in België de markt voor deze schilderijen terugliep, richtte hij zich op vaderlandse historiestukken. Ook maakte hij illustraties voor verscheidene boeken, onder meer de veelverkochte romans van Jacob van Lennep.
In 1891 keerde De Famars Testas terug naar Nederland. Hij overleed in 1896 in Arnhem.

## Publicaties
- Raven, Maarten J. (1988). Reisschetsen uit Egypte 1858-1860. Gary Schwartz/SDU, Maarssen/Den Haag. Het dagboek van De Famars Testas (van zijn eerste reis), bewaard in het archief van het Rijksmuseum van Oudheden, aangevuld met nagelaten brieven, schetsen, werk enz. Bijeengebracht, uitgegeven en ingeleid door de egyptoloog M.J. Raven, zodat we de kunstenaar tijdens zijn tijd in Egypte bijna op de voet kunnen volgen.
- Raven, Maarten J. (1992). Willem de Famars Testas, De schilderskaravaan 1868. Naar een ongepubliceerd handschrift uit het Frans vertaald, ingeleid en geannoteerd. Ex Oriente Lux/Uitgeverij Peeters, Leiden/Leuven.
- (fr) Andral, J.L., Fischer, Y., Lacambre, J., Raven, M.J. (1993). Album de voyage. Des artistes en expédition au Pays du Levant. Association française d'action artistique, Parijs.
- den Boer, Arjan  (februari 2023). Een oriëntalist in Utrecht. Willem de Famars Testas (1834-1896). Tijdschrift Oud-Utrecht  2023 (1): 16-21.